# Basílio de Braga
Basílio de Braga é um santo português. Segundo a tradição bracarense foi o 2.º Bispo de Braga, entre 60 e 95. Antes foi 1.º Bispo de Meinedo (Diocese histórica na região do Porto). Recebeu a ordenação episcopal das mãos de São Pedro de Rates, 1.º Bispo de Braga.
O Agiológio Lusitano, de Jorge Cardoso, narra o seu martírio. 
Pelas suas virtudes e martírio foi declarado Santo pela Igreja Católica e é comemorado a 23 de Maio.